# Borókás-tebri 4. sz. víznyelőbarlang
A Borókás-tebri 4. sz. víznyelőbarlang Magyarország fokozottan védett barlangjai közül az egyik. A Bükki Nemzeti Park területén található. A Borókási-töbrök két fokozottan védett barlangja közül az egyik, a másik a Borókás-tebri 2. sz. víznyelőbarlang. A Borókási-töbrök leghosszabb és legmélyebb barlangja. 1975-ben Magyarország ötödik legmélyebb barlangjaként tartották nyilván.

## Leírás
A Bükk-fennsík Nagy-fennsíkján, a lillafüredi Létrás-tetőtől délkeletre nyílik a barlang. A Kis-Kőristől északra található Borókási-töbrök, más néven a Borókás-töbrök víznyelőbarlangjainak az egyike. A bejáratához már nem vezet patakmeder. A Borókás-tebri 2. sz. víznyelőbarlang bejáratától körülbelül 40 méterre, egy töbör alján található a terméskőből épített bejárata, amely egy fém ajtóval le van zárva.
Jól rétegzett, világos színű, középső triász mészkőben keletkezett. A kialakulását meghatározták és meghatározzák a törésvonalak. A bejárati rész kivételével hidrológiailag aktív. Szűk meanderekkel és hasadékjáratokkal összekötött, lépcsőzetes aknarendszer. A bejárati része is függőleges kiterjedésű. A legszűkebb része a Fejes, egy szilvamag szelvényű hasadék, amely sok kutatót visszafordulásra kényszerít, pedig már tágítva lett. Megfigyelhetők a járataiban fűrészfogas cseppkőzászlók, cseppkőlefolyások, visszaoldott barnás színű is, szalmacseppkövek, heliktitek, borsókőszerű képződmények, tetaráták, mikrotetaráták, a magyarországi barlangokban ritka, körülbelül 20 centiméter átmérőjű ördögmalom, örvényüstök, kagylós oldásformák, fejlett kannelúrák és a mennyezetről lógó, éles sziklapengék, az aktív patakmederben barnásfekete bevonatú, ökölnyi kvarcitkavicsok. A kvarcitkavicsok annak a bizonyítékai, hogy régen nyitott volt a nyelőszáj és nem karsztos vízgyűjtője is volt a barlangnak. Az alsó szakaszában apró, borsókőszerű alakzatok, szalmacseppkövek és heliktitek láthatók.
Az Ivó nevű helyen kipreparálódott, vékony sziklapengék, egy három méter magas cseppkőlefolyás, sok kis függőcseppkő, állócseppkő, cseppkőmedencék, vízzel telt mésztufagátak alakultak ki. A nagyon száraz időszakokban is folyik a barlang alsó szakaszán víz. A Borókási-töbrök barlangjai közül a Borókás-tebri 4. sz. víznyelőbarlang vezeti le a legtöbb vizet. A végponti, elfolyó szifonban eltűnő vizek a Szinva középső forrásában bukkanak elő. A legmélyebb pontján egy szifon akadályozza a továbbjutást. A szifonban található víz nem a karsztvíz szintjét jelöli. A Nagy-akna nevű része a legjelentősebb függőleges járata, 22 méter mély, simára oldott falú akna és fejlett kannelúrák, valamint cseppkőlefolyások figyelhetők meg a falán.
Az akna beszállása előtt van a hazánkban ritka, körülbelül 20 centiméter átmérőjű ördögmalom. Az üregrendszerben valódi barlanglakó állatok élnek, közöttük a vakrákok és az ugróvillások jelentik a különlegességet. A különböző denevérfajok is megtalálhatók az élővilágában. Az élettér még nem lett részletesen tanulmányozva biológiai szempontból. A Bükki Nemzeti Park Igazgatóság engedélyével, kötéltechnikai eszközök és elektromos világítóeszköz alkalmazásával látogatható. A hírhedt szűkületei és a technikai eszközökkel is nehéz bejárhatósága miatt ritkán látogatott és ezért majdnem ép a barlang.
A Borókási-töbrök kilenc barlangja közül az egyik. A másik nyolc barlang a Borókás-tebri 1. sz. víznyelőbarlang, a Borókás-tebri 2. sz. víznyelőbarlang, a Borókás-tebri 3. sz. víznyelőbarlang, a Borókás-tebri 4a sz. barlang, a Borókás-tebri 5. sz. víznyelőbarlang, a Cseresznyés-barlang, a Kiskút-lápai-zsomboly és a Sziklafal-alatti-barlang.
A nevében lévő számozás a Borókási-töbrök barlangjainak felfedezési sorrendjét tükrözi. Előfordul a barlang az irodalmában Borókás IV. (Gazdag 1990), Borókás 4. barlang (Horváth 1976), Borókás IV. barlang (Egri, Takácsné Bolner 2003), Borókás 4. sz. barlang (Kordos 1984), Borókás IV.-zsomboly (Egri, Takácsné Bolner 2003), Borókási 4-es (Hevesi 1977), Borókási 4. sz. víznyelőbarlang (Lénárt 1979), Borókási IV. sz. víznyelőbarlang (Kordos 1977), Borókás No. 4 Sinkhole-cave (Kordos 1977) és Borókás-teberi 4. sz. víznyelőbarlang (Neidenbach, Pusztay 2005) neveken is. 1984-ben volt először Borókás-tebri 4. sz. víznyelőbarlangnak nevezve a barlang az irodalmában.

## Kutatástörténet
1962-ben a Miskolci Bányász Barlangkutató Csoport tagjai bontottak a borókási víznyelőkben. 1975 tavaszán kezdte el bontással feltárását a Herman Ottó Barlangkutató Csoport, akiket Mészáros Károly vezetett, az időszakosan aktív víznyelő járatának járhatóvá tételével. A munkában Lukács László is részt vett. A körülbelül három méter vastag kitöltés eltávolítása után még abban az évben sikerült bejutni a csoport barlangkutatóinak a barlangba. Először harminc métert sikerült a járatokból bejárni, de később, még 1975-ben a járhatatlanul vékony részek szűkületeinek kivésésével elérték a végponti szifont. Ekkor hosszúságát körülbelül egy kilométerre és mélységét 150–160 méterre becsülték. 1975-ben barlangtérkép készült róla, amely alaprajzot és kifejtett hossz-szelvényt keresztmetszetekkel ábrázol.
Az 1975. december 31-i listán 160 méteres mélységével az ország ötödik legmélyebb és 1000 méteres hosszúságával az ország 17. leghosszabb barlangja volt. 1976-ban alaprajzi barlangtérkép és kifejtett hossz-szelvény barlangtérkép lett szerkesztve róla és így kiderült, hogy sokkal rövidebb hossza, valamint sokkal kisebb mélysége. 1977 áprilisában vízfestéses összefüggés-vizsgálatot végeztek és a végponti szifonban 10 liter fluoreszceinnel megfestett, elfolyó víz három nap múlva a Szinva középső forrásában jelent meg. Ekkor a Szinva-forrásokon kívül a Soltész-kerti-kifolyót és az Anna-forrásokat figyelték. A hidrológiai vizsgálat végrehajtásának a VITUKI volt megbízója. 1977-ben kísérlet történt a szifonon túli járatok feltárására, de a négy méteres vízszintsüllyesztés kevésnek bizonyult. A kutatók szerint még legalább 1,5–2 méter vízszintsüllyedést kell elérni a szifon járhatóvá tételéhez. 1977-ben vízkémiai vizsgálat történt és mérték vízhozamát, amely percenként 1–150 liter között változott.
Az 1977-es Bükk útikalauzban az olvasható, hogy kb. 160 m mélységben egy kis vízfolyáshoz jutottak a barlangkutatók és itt egy szifon zárja el a továbbvezető utat. Az 1977. évi Karszt és Barlang angol nyelvű különszámában megjelent, The longest and deepest caves of Hungary (December 31, 1975) című közleményből megtudható, hogy a Bükk hegységben fekvő, 1000 m hosszú, 160 m mély Borókás No. 4 Sinkhole-cave 1975. december 31-én Magyarország 17. leghosszabb és 5. legmélyebb barlangja. A 13. leghosszabb barlang (Vass Imre-barlang), a 14. leghosszabb barlang (Tapolcai-tavasbarlang), a 15. leghosszabb barlang (Fekete-barlang) és a 16. leghosszabb barlang (Jávor-kúti-víznyelőbarlang) szintén 1000 m hosszú. Az 1977. december 31-i állapot szerint (MKBT Meghívó 1978. május) a Bükk hegységben lévő, 102 m mély és kb. 1000 m hosszú Borókás IV.sz. viznyelőbarlang (Borókás IV.sz.-viznyelőbarlang) az ország 19. legmélyebb és 15. leghosszabb barlangja.
Az 1977. évi Karszt és Barlangban megjelent összeállítás alapján, 1977. december 31-én Magyarország 16. leghosszabb barlangja a Bükk hegységben elhelyezkedő, 1977. december 31-én, 1976-ban és 1975-ben kb. 1000 m hosszú Borókási IV. sz. víznyelőbarlang. A 13. leghosszabb barlang (Vass Imre-barlang), a 14. leghosszabb barlang (Tapolcai-tavasbarlang) és a 15. leghosszabb barlang (Fekete-barlang) szintén kb. 1000 m hosszú. Az összeállítás szerint, 1977. december 31-én Magyarország 21. legmélyebb barlangja a Bükk hegységben elhelyezkedő, 1977. december 31-én és 1976-ban 102 m mély, 1975-ben pedig 160 m mély Borókási IV. sz. víznyelőbarlang. Ez az összeállítás naprakészebb, mint az 1978. májusi MKBT Meghívóban publikált két lista.
Az 1979-ben megjelent, Barlangok a Bükkben című könyvben szó van arról, hogy a Borókás-tebri 2. sz. víznyelőbarlang közelében, attól DK-re van a Borókási 4. sz. víznyelőbarlang bejárata. Az utóbbi barlang nehezen járható, lépcsőzetes aknarendszer. 102 m mélyen van a kb. 120 m hosszú barlang vége egy szifonnal elzárt, szintes jellegű vizes ágban. Az utolsó akna átmérője 10 m-nél nagyobb és enyhén ovális alakú. A kiadványban publikálva lett az 1974. évi felmérésen alapuló kiterített hossz-szelvény térkép és alaprajz térkép. A könyvhöz mellékelt, a Bükk hegység barlangokban leggazdagabb területét bemutató térképen látható a 135-ös számmal jelölt barlang földrajzi elhelyezkedése. 1982-ben a bejárati rész ácsolata meg lett erősítve. Az 1984-ben kiadott, Magyarország barlangjai című kiadványban az olvasható, hogy 1981. december 31-én Magyarország 7. legmélyebb barlangja a 140 m mély barlang. A könyv országos barlanglistájában szerepel a Bükk hegységben lévő barlang Borókás-tebri 4. sz. víznyelőbarlang néven. A listához kapcsolódóan látható az Aggteleki-karszt és a Bükk hegység barlangjainak földrajzi elhelyezkedését bemutató 1:500 000-es méretarányú térképen a barlang földrajzi elhelyezkedése.
1986-ban a barlang bejárati része kútgyűrűkkel stabilizálva lett és bejáratát lezárták. Az 1987. december 31-i állapot alapján Magyarország 19. leghosszabb barlangja az 5372/57 barlangkataszteri számú, 1000 m hosszú Borókás-tebri 4. sz. víznyelőbarlang. A 20. leghosszabb barlang (Fekete-barlang) és a 21. leghosszabb barlang (Vass Imre-barlang) szintén 1000 m hosszú. Az összeállítás szerint az 1977. évi Karszt és Barlangban közölt hosszúsági listában a Borókás-tebri 4. sz. víznyelőbarlang 1000 m hosszú. Az 1987. december 31-i állapot alapján Magyarország 26. legnagyobb függőleges kiterjedésű barlangja az 5372/57 barlangkataszteri számú, 102 m függőleges kiterjedésű Borókás-tebri 4. sz. víznyelőbarlang. Az összeállítás szerint az 1977. évi Karszt és Barlangban közölt mélységi listában a barlang 102 m mély.
1988. október 1-től a környezetvédelmi és vízgazdálkodási miniszter 7/1988. (X. 1.) KVM rendeletének (6. §. 2. pont, illetve 5. sz. melléklet) értelmében a Bükk hegységben lévő Borókás-tebri 4. sz. víznyelőbarlang fokozottan védett barlang. Fokozottan védett barlang geológiai, morfológiai és hidrológiai értékei miatt lett. Az 1988. évi Karszt és Barlangban közölve lett, hogy a Bükk hegységben elhelyezkedő Borókás-tebri 4. sz. víznyelőbarlang bekerült Magyarország fokozottan védett barlangjai közé. Magyarországon a Borókás-tebri 4. sz. víznyelőbarlanggal együtt 108 barlang van fokozottan védve.
A Karszt és Barlang 1989. évi különszámában publikált, angol nyelvű tanulmányhoz (The caves of Hungary) kapcsolódva megjelent egy olyan lista, amelyben Magyarország leghosszabb, és egy olyan lista, amelyben Magyarország legmélyebb barlangjai vannak felsorolva. A két felsorolás szerint a Bükk hegységben fekvő, 1000 m hosszú és 102 m mély Borókás-tebri 4. sz. víznyelőbarlang (Borókás No. 4 Sinkhole-cave) 1988-ban Magyarország 19. leghosszabb és 26. legmélyebb barlangja. (A barlang 1977-ben is 1000 m hosszú és 102 m mély volt.) 1990-ben a Herman Ottó Barlangkutató Csoportnak volt kutatási engedélye a barlang kutatásához. 1997-ben, Márkus István által vezetve fel lett mérve a barlang. Az üregrendszer hossza a felmérés szerint 400 m, mélysége pedig 108 m.
1997 és 2001 között a Karszt Barlangkutató Csoport meghatározta az Egységes Országos Vetület koordináta-rendszerében az egymáshoz közel fekvő borókás-tebri barlangok bejáratainak koordinátáit. 1998. május 14-től a környezetvédelmi és területfejlesztési miniszter 13/1998. (V. 6.) KTM rendelete szerint a Bükki Nemzeti Park Igazgatóság illetékességi területén, a Bükk hegységben található Borókás-tebri 4. sz. víznyelőbarlang az igazgatóság engedélyével látogatható. 2001. május 17-től a környezetvédelmi miniszter 13/2001. (V. 9.) KöM rendeletének értelmében a Bükk hegység területén lévő Borókás-tebri 4. sz. víznyelőbarlang fokozottan védett barlang. Egyidejűleg a fokozottan védett barlangok körének megállapításáról szóló 1/1982. (III. 15.) OKTH rendelkezés hatályát veszti.
A 2003-ban megjelent, Magyarország fokozottan védett barlangjai című könyvben lévő barlangismertetés szerint kb. 400 m hosszú, 108 m függőleges kiterjedésű és 75 m vízszintes kiterjedésű. A könyvben található, Egri Csaba és Nyerges Attila által készített hosszúsági lista szerint a Bükk hegységben lévő és 5372-57 barlangkataszteri számú Borókás-tebri 4.sz. víznyelőbarlang Magyarország 61. leghosszabb barlangja 2002-ben. A 2002-ben 400 m hosszú barlang 1977-ben és 1987-ben 200 m hosszú volt. A könyvben található, Egri Csaba és Nyerges Attila által készített mélységi lista szerint a Bükk hegységben lévő és 5372-57 barlangkataszteri számú Borókás-tebri 4.sz. víznyelőbarlang Magyarország 23. legmélyebb barlangja 2002-ben. A 2002-ben 108 m mély barlang 1977-ben és 1987-ben 102 m mély volt. 2003-ban új járatokat fedezett fel a végponti Szifon-teremből kiindulva Berecz László társaival. 2004 novemberében Berecz László megrajzolta a barlang térképvázlatát. Ez a térképvázlat az 1997-es térképnek az újonnan felfedezett járatokkal kiegészített változata.
A 2005-ben kiadott, Magyar hegyisport és turista enciklopédia című kiadványban önálló szócikke van a barlangnak. A könyv szerint az 1982 óta fokozottan védett Borókás-teberi 4. sz. víznyelőbarlangnak a Bükk hegységben lévő Nagy-fennsíkon, a Borókás-töbrök területén, 622 m tszf. magasságban van a bejárata. 1975-ben tárták fel bontással a Herman Ottó Barlangkutató Csoport tagjai, akiket Mészáros Károly vezetett. A világos színű, jól rétegzett középső triász mészkőben keletkezett barlang kb. 400 m hosszú és 108 m mély. A kisebb-nagyobb lépcsőzetesen mélyülő aknákat szűk meanderek és hasadékjáratok kötik össze, melyek falát kagylós oldásformák és néhány helyen cseppkövek ékesítik. Barnásfekete bevonatú, ökölnyi kvarckavicsok figyelhetők meg az aktív patakmederben.
Legjelentősebb függőleges járata a Nagy-akna, amely simára oldott falú, fejlett kannelúrákkal és cseppkőlefolyásokkal tagolt, 22 m mély. Ritkaság a beszállás előtt található, kb. 20 cm átmérőjű ördögmalom. A barlang alsó szakaszában állandó vízfolyás, szalmacseppkövek, heliktitek és apró, borsókőszerű alakzatok vannak. A végponti szifonban eltűnő vizek az 1977-ben végzett vízfestés eredményei alapján a Szinva középső forrásában bukkannak elő. Járataiban denevérek és valódi barlanglakó fajok, így vakrákok (Niphargus) és ugróvillások (Collembola) is előfordulnak. Engedély és kötéltechnikai eszközök alkalmazása kell a szinte érintetlen barlang bejárásához. Kevesen vállalkoznak megtekintésére hírhedt szűkületei miatt. Mészáros Károly szócikkében meg van említve, hogy Mészáros Károly nevéhez fűződnek a borókás-tebri kutatások. A Herman Ottó Barlangkutató Csoport egyik legjelentősebb feltáró eredménye a Borókás-tebri barlangok.
2005. szeptember 1-től a környezetvédelmi és vízügyi miniszter 22/2005. (VIII. 31.) KvVM rendelete szerint a Bükki Nemzeti Park Igazgatóság működési területén, a Bükk hegységben található Borókás-tebri 4. sz. víznyelőbarlang a felügyelőség engedélyével látogatható. 2005. szeptember 1-től a környezetvédelmi és vízügyi miniszter 23/2005. (VIII. 31.) KvVM rendelete szerint a Bükk hegységben lévő Borókás-tebri 4. sz. víznyelőbarlang fokozottan védett barlang. 2007. március 8-tól a környezetvédelmi és vízügyi miniszter 3/2007. (I. 22.) KvVM rendelete szerint a Bükki Nemzeti Park Igazgatóság működési területén lévő Bükk hegységben elhelyezkedő Borókás-tebri 4. sz. víznyelőbarlang az igazgatóság engedélyével tekinthető meg.
2007. április 6–10. között térképének elkészítéséhez a barlangot a Szegedi Karszt- és Barlangkutató Egyesület és a Pizolit Barlangkutató Sportegyesület mérték fel. Az időszakos szifonig tudták felmérni a járatokat a szifon átjárhatatlansága miatt, a fel nem mért rész hossza körülbelül 100–150 m. 2007 júniusától 2008 januárjáig a felmérés alapján Szabó R. Zoltán szerkesztett és rajzolt alaprajz térképet, keresztszelvényeket, vetített-kiforgatott hosszmetszet térképet és az aknákról beszerelési vázlatot. A térkép alapján a barlang hossza 398,16 m, mélysége 95,89 m és vízszintes kiterjedése 80 m. 2013. július 19-től a vidékfejlesztési miniszter 58/2013. (VII. 11.) VM rendelete szerint a Borókás-tebri 4. sz. víznyelőbarlang (Bükk hegység, Bükki Nemzeti Park Igazgatóság működési területe) az igazgatóság hozzájárulásával látogatható. 2014-ben lett kialakítva új bejárata. 2015. november 3-tól a földművelésügyi miniszter 66/2015. (X. 26.) FM rendelete szerint a Borókás-tebri 4. sz. víznyelőbarlang (Bükk hegység) fokozottan védett barlang. 2021. május 10-től az agrárminiszter 17/2021. (IV. 9.) AM rendelete szerint a Borókás-tebri 4. sz. víznyelőbarlang (Bükk hegység, Bükki Nemzeti Park Igazgatóság működési területe) az igazgatóság engedélyével látogatható. A 13/1998. (V. 6.) KTM rendelet egyidejűleg hatályát veszti.

## További irodalom
- Lénárt László: Szpeleológiai eredmények a Bükk hegységből. Borsodi Földrajzi Évkönyv, 1979. 3. sz. Miskolc. 73–90. old.
- Lénárt László: A miskolci barlangkutatás és a bükki barlangok összefoglaló ismertetése. Borsodi Műszaki-Gazdasági Élet, 1982. 3. sz. Miskolc. 11–14. old.